# Top League (2003/2004)
Top League 2003/2004 – pierwsza edycja Top League, najwyższego poziomu rozgrywek w rugby union w Japonii. Organizowane przez Japan Rugby Football Union zawody odbyły się w dniach 18 września 2004 – 10 stycznia 2005 roku.
Zawody zostały rozegrane systemem kołowym w ramach jednej grupy w dwunastozespołowej obsadzie. Mistrzem kraju została drużyna Kobelco Steelers. Najlepsza ósemka sezonu zagrała następnie o Microsoft Cup, to trofeum zdobyli z kolei zawodnicy NEC Green Rockets. Najwięcej punktów w zawodach zdobył Daisuke Hihara reprezentujący zespół Toshiba Brave Lupus, a przyłożeń zawodnik NEC Glen Marsh. Za MVP sezonu został uznany Yukio Motoki, analogiczne wyróżnienie w Microsoft Cup otrzymał Takuro Miuchi.

## Faza grupowa
| 13 września 200315:30 | Suntory Sungoliath | 54:31(26:21) | Kobelco Steelers | Stadion Olimpijski, Tokio Widzów: 35 000 |
| 13 września 200315:30 |                    | 54:31(26:21) |                  | Stadion Olimpijski, Tokio Widzów: 35 000 |

| 14 września 200313:00 | Kintetsu Liners | 11:71(8:17) | Sanyo Wild Knights | Kintetsu Hanazono Rugby Stadium, Higashiōsaka Widzów: 10 000 |
| 14 września 200313:00 |                 | 11:71(8:17) |                    | Kintetsu Hanazono Rugby Stadium, Higashiōsaka Widzów: 10 000 |

| 14 września 200315:00 | NEC Green Rockets | 71:10(24:3) | Ricoh Black Rams | Chichibunomiya Rugby Stadium, Tokio Widzów: 5 000 |
| 14 września 200315:00 |                   | 71:10(24:3) |                  | Chichibunomiya Rugby Stadium, Tokio Widzów: 5 000 |

| 14 września 200315:00 | World Fighting Bull | 24:26(16:9) | Yamaha Júbilo | Kintetsu Hanazono Rugby Stadium, Higashiōsaka Widzów: 10 000 |
| 14 września 200315:00 |                     | 24:26(16:9) |               | Kintetsu Hanazono Rugby Stadium, Higashiōsaka Widzów: 10 000 |

| 14 września 200319:02 | Fukuoka Sanikkusubomuzu | 21:15(6:10) | Kubota Spears | Level-5 Stadium, Fukuoka Widzów: 6 200 |
| 14 września 200319:02 |                         | 21:15(6:10) |               | Level-5 Stadium, Fukuoka Widzów: 6 200 |

| 15 września 200313:01 | Toshiba Brave Lupus | 78:24(31:10) | Secom Rugguts | Chichibunomiya Rugby Stadium, Tokio Widzów: 6 800 |
| 15 września 200313:01 |                     | 78:24(31:10) |               | Chichibunomiya Rugby Stadium, Tokio Widzów: 6 800 |

| 20 września 200313:00 | Ricoh Black Rams | 45:13(28:3) | Fukuoka Sanikkusubomuzu | Tsukisamu, Sapporo Widzów: 2 300 |
| 20 września 200313:00 |                  | 45:13(28:3) |                         | Tsukisamu, Sapporo Widzów: 2 300 |

| 20 września 200315:00 | NEC Green Rockets | 54:7(19:0) | Kubota Spears | Chichibunomiya Rugby Stadium, Tokio Widzów: 2 100 |
| 20 września 200315:00 |                   | 54:7(19:0) |               | Chichibunomiya Rugby Stadium, Tokio Widzów: 2 100 |

| 20 września 200315:00 | Yamaha Júbilo | 22:41(0:17) | Kobelco Steelers | Kintetsu Hanazono Rugby Stadium, Higashiōsaka Widzów: 3 000 |
| 20 września 200315:00 |               | 22:41(0:17) |                  | Kintetsu Hanazono Rugby Stadium, Higashiōsaka Widzów: 3 000 |

| 21 września 200313:00 | Kintetsu Liners | 38:21(21:0) | Secom Rugguts | Kintetsu Hanazono Rugby Stadium, Higashiōsaka Widzów: 3 000 |
| 21 września 200313:00 |                 | 38:21(21:0) |               | Kintetsu Hanazono Rugby Stadium, Higashiōsaka Widzów: 3 000 |

| 21 września 200315:00 | Sanyo Wild Knights | 9:38(6:5) | Toshiba Brave Lupus | Chichibunomiya Rugby Stadium, Tokio Widzów: 2 800 |
| 21 września 200315:00 |                    | 9:38(6:5) |                     | Chichibunomiya Rugby Stadium, Tokio Widzów: 2 800 |

| 21 września 200315:00 | World Fighting Bull | 12:31(0:24) | Suntory Sungoliath | Kintetsu Hanazono Rugby Stadium, Higashiōsaka Widzów: 3 700 |
| 21 września 200315:00 |                     | 12:31(0:24) |                    | Kintetsu Hanazono Rugby Stadium, Higashiōsaka Widzów: 3 700 |

| 8 listopada 200312:00 | World Fighting Bull | 32:52(17:26) | Toshiba Brave Lupus | Kintetsu Hanazono Rugby Stadium, Higashiōsaka Widzów: 4 500 |
| 8 listopada 200312:00 |                     | 32:52(17:26) |                     | Kintetsu Hanazono Rugby Stadium, Higashiōsaka Widzów: 4 500 |

| 8 listopada 200313:01 | NEC Green Rockets | 64:5(24:0) | Fukuoka Sanikkusubomuzu | Nippatsu Mitsuzawa Stadium, Jokohama Widzów: 1 520 |
| 8 listopada 200313:01 |                   | 64:5(24:0) |                         | Nippatsu Mitsuzawa Stadium, Jokohama Widzów: 1 520 |

| 8 listopada 200314:00 | Kintetsu Liners | 22:59(8:33) | Kobelco Steelers | Kintetsu Hanazono Rugby Stadium, Higashiōsaka Widzów: 6 000 |
| 8 listopada 200314:00 |                 | 22:59(8:33) |                  | Kintetsu Hanazono Rugby Stadium, Higashiōsaka Widzów: 6 000 |

| 9 listopada 200313:00 | Kubota Spears | 46:28(22:16) | Ricoh Black Rams | Morioka South Park Playing Field, Morioka Widzów: 2 000 |
| 9 listopada 200313:00 |               | 46:28(22:16) |                  | Morioka South Park Playing Field, Morioka Widzów: 2 000 |

| 9 listopada 200313:04 | Secom Rugguts | 21:47(9:12) | Suntory Sungoliath | Iwaki Greenfield, Iwaki Widzów: 1 525 |
| 9 listopada 200313:04 |               | 21:47(9:12) |                    | Iwaki Greenfield, Iwaki Widzów: 1 525 |

| 9 listopada 200312:59 | Yamaha Júbilo | 42:29(27:8) | Sanyo Wild Knights | Enshu Seaside Park Playing Field, Hamamatsu Widzów: 3 500 |
| 9 listopada 200312:59 |               | 42:29(27:8) |                    | Enshu Seaside Park Playing Field, Hamamatsu Widzów: 3 500 |

| 15 listopada 200312:01 | Suntory Sungoliath | 52:20(26:20) | Fukuoka Sanikkusubomuzu | Chichibunomiya Rugby Stadium, Tokio Widzów: 4 150 |
| 15 listopada 200312:01 |                    | 52:20(26:20) |                         | Chichibunomiya Rugby Stadium, Tokio Widzów: 4 150 |

| 15 listopada 200312:00 | Kobelco Steelers | 45:27(12:13) | Secom Rugguts | Kintetsu Hanazono Rugby Stadium, Higashiōsaka Widzów: 3 500 |
| 15 listopada 200312:00 |                  | 45:27(12:13) |               | Kintetsu Hanazono Rugby Stadium, Higashiōsaka Widzów: 3 500 |

| 15 listopada 200314:04 | Ricoh Black Rams | 21:28(15:7) | Kintetsu Liners | Chichibunomiya Rugby Stadium, Tokio Widzów: 4 720 |
| 15 listopada 200314:04 |                  | 21:28(15:7) |                 | Chichibunomiya Rugby Stadium, Tokio Widzów: 4 720 |

| 15 listopada 200314:00 | World Fighting Bull | 48:39(28:19) | Sanyo Wild Knights | Kintetsu Hanazono Rugby Stadium, Higashiōsaka Widzów: 3 500 |
| 15 listopada 200314:00 |                     | 48:39(28:19) |                    | Kintetsu Hanazono Rugby Stadium, Higashiōsaka Widzów: 3 500 |

| 16 listopada 200313:00 | Toshiba Brave Lupus | 35:36(7:5) | Kubota Spears | Big Swan Stadium, Niigata Widzów: 2 800 |
| 16 listopada 200313:00 |                     | 35:36(7:5) |               | Big Swan Stadium, Niigata Widzów: 2 800 |

| 16 listopada 200313:01 | NEC Green Rockets | 20:20(10:13) | Yamaha Júbilo | Kumagaya Rugby Ground, Kumagaya Widzów: 1 500 |
| 16 listopada 200313:01 |                   | 20:20(10:13) |               | Kumagaya Rugby Ground, Kumagaya Widzów: 1 500 |

| 23 listopada 200312:00 | Yamaha Júbilo | 17:13(10:7) | Ricoh Black Rams | Kintetsu Hanazono Rugby Stadium, Higashiōsaka Widzów: 3 200 |
| 23 listopada 200312:00 |               | 17:13(10:7) |                  | Kintetsu Hanazono Rugby Stadium, Higashiōsaka Widzów: 3 200 |

| 23 listopada 200314:00 | Kintetsu Liners | 36:52(17:40) | NEC Green Rockets | Kintetsu Hanazono Rugby Stadium, Higashiōsaka Widzów: 3 200 |
| 23 listopada 200314:00 |                 | 36:52(17:40) |                   | Kintetsu Hanazono Rugby Stadium, Higashiōsaka Widzów: 3 200 |

| 23 listopada 200314:00 | Fukuoka Sanikkusubomuzu | 21:42(9:10) | Toshiba Brave Lupus | Level-5 Stadium, Fukuoka Widzów: 2 500 |
| 23 listopada 200314:00 |                         | 21:42(9:10) |                     | Level-5 Stadium, Fukuoka Widzów: 2 500 |

| 24 listopada 200312:00 | Sanyo Wild Knights | 30:14(20:0) | Secom Rugguts | Wing Stadium, Kobe Widzów: 12 000 |
| 24 listopada 200312:00 |                    | 30:14(20:0) |               | Wing Stadium, Kobe Widzów: 12 000 |

| 24 listopada 200314:00 | Suntory Sungoliath | 31:40(17:23) | Kubota Spears | Chichibunomiya Rugby Stadium, Tokio Widzów: 3 500 |
| 24 listopada 200314:00 |                    | 31:40(17:23) |               | Chichibunomiya Rugby Stadium, Tokio Widzów: 3 500 |

| 24 listopada 200314:00 | Kobelco Steelers | 32:20(13:6) | World Fighting Bull | Wing Stadium, Kobe Widzów: 13 000 |
| 24 listopada 200314:00 |                  | 32:20(13:6) |                     | Wing Stadium, Kobe Widzów: 13 000 |

| 6 grudnia 200312:00 | Toshiba Brave Lupus | 67:29(38:10) | Kintetsu Liners | Chichibunomiya Rugby Stadium, Tokio Widzów: 2 800 |
| 6 grudnia 200312:00 |                     | 67:29(38:10) |                 | Chichibunomiya Rugby Stadium, Tokio Widzów: 2 800 |

| 6 grudnia 200313:00 | Sanyo Wild Knights | 40:14(8:0) | Fukuoka Sanikkusubomuzu | Kumagaya Rugby Ground, Kumagaya Widzów: 1 520 |
| 6 grudnia 200313:00 |                    | 40:14(8:0) |                         | Kumagaya Rugby Ground, Kumagaya Widzów: 1 520 |

| 6 grudnia 200314:01 | Ricoh Black Rams | 29:19(12:12) | Secom Rugguts | Chichibunomiya Rugby Stadium, Tokio Widzów: 2 800 |
| 6 grudnia 200314:01 |                  | 29:19(12:12) |               | Chichibunomiya Rugby Stadium, Tokio Widzów: 2 800 |

| 7 grudnia 200312:00 | World Fighting Bull | 46:24(29:10) | NEC Green Rockets | Kintetsu Hanazono Rugby Stadium, Higashiōsaka Widzów: 8 000 |
| 7 grudnia 200312:00 |                     | 46:24(29:10) |                   | Kintetsu Hanazono Rugby Stadium, Higashiōsaka Widzów: 8 000 |

| 7 grudnia 200313:03 | Yamaha Júbilo | 17:10(7:5) | Suntory Sungoliath | Yamaha Stadium, Iwata Widzów: 9 500 |
| 7 grudnia 200313:03 |               | 17:10(7:5) |                    | Yamaha Stadium, Iwata Widzów: 9 500 |

| 7 grudnia 200314:00 | Kobelco Steelers | 40:12(26:5) | Kubota Spears | Kintetsu Hanazono Rugby Stadium, Higashiōsaka Widzów: 8 500 |
| 7 grudnia 200314:00 |                  | 40:12(26:5) |               | Kintetsu Hanazono Rugby Stadium, Higashiōsaka Widzów: 8 500 |

| 13 grudnia 200312:00 | Yamaha Júbilo | 24:24(12:7) | Toshiba Brave Lupus | Kintetsu Hanazono Rugby Stadium, Higashiōsaka Widzów: 3 000 |
| 13 grudnia 200312:00 |               | 24:24(12:7) |                     | Kintetsu Hanazono Rugby Stadium, Higashiōsaka Widzów: 3 000 |

| 13 grudnia 200314:00 | NEC Green Rockets | 10:37(10:13) | Secom Rugguts | Chichibunomiya Rugby Stadium, Tokio Widzów: 3 600 |
| 13 grudnia 200314:00 |                   | 10:37(10:13) |               | Chichibunomiya Rugby Stadium, Tokio Widzów: 3 600 |

| 13 grudnia 200314:00 | Kintetsu Liners | 24:52(5:24) | Suntory Sungoliath | Kintetsu Hanazono Rugby Stadium, Higashiōsaka Widzów: 4 000 |
| 13 grudnia 200314:00 |                 | 24:52(5:24) |                    | Kintetsu Hanazono Rugby Stadium, Higashiōsaka Widzów: 4 000 |

| 14 grudnia 200313:00 | Sanyo Wild Knights | 29:11(0:11) | Kubota Spears | Gunma Shikishima Soccer Stadium, Maebashi Widzów: 2 800 |
| 14 grudnia 200313:00 |                    | 29:11(0:11) |               | Gunma Shikishima Soccer Stadium, Maebashi Widzów: 2 800 |

| 14 grudnia 200313:00 | Ricoh Black Rams | 10:38(3:7) | World Fighting Bull | Hitachi Athletic Stadium, Hitachi Widzów: 1 250 |
| 14 grudnia 200313:00 |                  | 10:38(3:7) |                     | Hitachi Athletic Stadium, Hitachi Widzów: 1 250 |

| 14 grudnia 200314:00 | Fukuoka Sanikkusubomuzu | 31:52(14:19) | Kobelco Steelers | Kagoshima Kamoike Stadium, Kagoshima Widzów: 6 900 |
| 14 grudnia 200314:00 |                         | 31:52(14:19) |                  | Kagoshima Kamoike Stadium, Kagoshima Widzów: 6 900 |

| 20 grudnia 200312:00 | Secom Rugguts | 34:28(13:14) | Fukuoka Sanikkusubomuzu | Chichibunomiya Rugby Stadium, Tokio Widzów: 3 500 |
| 20 grudnia 200312:00 |               | 34:28(13:14) |                         | Chichibunomiya Rugby Stadium, Tokio Widzów: 3 500 |

| 20 grudnia 200312:00 | Kobelco Steelers | 53:21(29:14) | Sanyo Wild Knights | Wing Stadium, Kobe Widzów: 6 000 |
| 20 grudnia 200312:00 |                  | 53:21(29:14) |                    | Wing Stadium, Kobe Widzów: 6 000 |

| 20 grudnia 200314:03 | Suntory Sungoliath | 32:17(19:5) | NEC Green Rockets | Chichibunomiya Rugby Stadium, Tokio Widzów: 6 000 |
| 20 grudnia 200314:03 |                    | 32:17(19:5) |                   | Chichibunomiya Rugby Stadium, Tokio Widzów: 6 000 |

| 20 grudnia 200314:00 | World Fighting Bull | 37:21(20:9) | Kubota Spears | Wing Stadium, Kobe Widzów: 4 500 |
| 20 grudnia 200314:00 |                     | 37:21(20:9) |               | Wing Stadium, Kobe Widzów: 4 500 |

| 23 grudnia 200313:00 | Toshiba Brave Lupus | 61:25(26:10) | Ricoh Black Rams | Tochigi Green Stadium, Utsunomiya Widzów: 2 100 |
| 23 grudnia 200313:00 |                     | 61:25(26:10) |                  | Tochigi Green Stadium, Utsunomiya Widzów: 2 100 |

| 23 grudnia 200314:00 | Kintetsu Liners | 23:41(18:10) | Yamaha Júbilo | Kintetsu Hanazono Rugby Stadium, Higashiōsaka Widzów: 2 000 |
| 23 grudnia 200314:00 |                 | 23:41(18:10) |               | Kintetsu Hanazono Rugby Stadium, Higashiōsaka Widzów: 2 000 |

| 3 stycznia 200412:00 | Kubota Spears | 24:28(17:21) | Secom Rugguts | Chichibunomiya Rugby Stadium, Tokio Widzów: 3 500 |
| 3 stycznia 200412:00 |               | 24:28(17:21) |               | Chichibunomiya Rugby Stadium, Tokio Widzów: 3 500 |

| 3 stycznia 200414:00 | Ricoh Black Rams | 26:63(12:31) | Suntory Sungoliath | Chichibunomiya Rugby Stadium, Tokio Widzów: 5 000 |
| 3 stycznia 200414:00 |                  | 26:63(12:31) |                    | Chichibunomiya Rugby Stadium, Tokio Widzów: 5 000 |

| 4 stycznia 200413:00 | Fukuoka Sanikkusubomuzu | 28:15(10:5) | World Fighting Bull | Global Arena, Munakata Widzów: 2 500 |
| 4 stycznia 200413:00 |                         | 28:15(10:5) |                     | Global Arena, Munakata Widzów: 2 500 |

| 4 stycznia 200414:00 | Toshiba Brave Lupus | 21:49(7:18) | NEC Green Rockets | Ajinomoto Stadium, Chōfu Widzów: 6 000 |
| 4 stycznia 200414:00 |                     | 21:49(7:18) |                   | Ajinomoto Stadium, Chōfu Widzów: 6 000 |

| 10 stycznia 200413:00 | Yamaha Júbilo | 40:25(26:13) | Secom Rugguts | Yamaha Stadium, Iwata Widzów: 5 000 |
| 10 stycznia 200413:00 |               | 40:25(26:13) |               | Yamaha Stadium, Iwata Widzów: 5 000 |

| 11 stycznia 200412:00 | Kobelco Steelers | 24:35(5:7) | Toshiba Brave Lupus | Chichibunomiya Rugby Stadium, Tokio Widzów: 12 500 |
| 11 stycznia 200412:00 |                  | 24:35(5:7) |                     | Chichibunomiya Rugby Stadium, Tokio Widzów: 12 500 |

| 11 stycznia 200414:01 | Sanyo Wild Knights | 7:26(0:21) | Suntory Sungoliath | Chichibunomiya Rugby Stadium, Tokio Widzów: 16 000 |
| 11 stycznia 200414:01 |                    | 7:26(0:21) |                    | Chichibunomiya Rugby Stadium, Tokio Widzów: 16 000 |

| 11 stycznia 200414:00 | Kintetsu Liners | 12:41(7:17) | World Fighting Bull | Kintetsu Hanazono Rugby Stadium, Higashiōsaka Widzów: 1 500 |
| 11 stycznia 200414:00 |                 | 12:41(7:17) |                     | Kintetsu Hanazono Rugby Stadium, Higashiōsaka Widzów: 1 500 |

| 17 stycznia 200413:00 | Yamaha Júbilo | 50:7(22:0) | Fukuoka Sanikkusubomuzu | Yamaha Stadium, Iwata Widzów: 2 000 |
| 17 stycznia 200413:00 |               | 50:7(22:0) |                         | Yamaha Stadium, Iwata Widzów: 2 000 |

| 18 stycznia 200412:00 | Kubota Spears | 43:24(17:10) | Kintetsu Liners | Kintetsu Hanazono Rugby Stadium, Higashiōsaka Widzów: 5 000 |
| 18 stycznia 200412:00 |               | 43:24(17:10) |                 | Kintetsu Hanazono Rugby Stadium, Higashiōsaka Widzów: 5 000 |

| 18 stycznia 200414:00 | NEC Green Rockets | 29:29(15:3) | Sanyo Wild Knights | Chichibunomiya Rugby Stadium, Tokio Widzów: 3 500 |
| 18 stycznia 200414:00 |                   | 29:29(15:3) |                    | Chichibunomiya Rugby Stadium, Tokio Widzów: 3 500 |

| 18 stycznia 200414:00 | Kobelco Steelers | 31:21(12:21) | Ricoh Black Rams | Kintetsu Hanazono Rugby Stadium, Higashiōsaka Widzów: 10 000 |
| 18 stycznia 200414:00 |                  | 31:21(12:21) |                  | Kintetsu Hanazono Rugby Stadium, Higashiōsaka Widzów: 10 000 |

| 24 stycznia 200412:00 | Kubota Spears | 7:35(7:14) | Yamaha Júbilo | Chichibunomiya Rugby Stadium, Tokio Widzów: 3 100 |
| 24 stycznia 200412:00 |               | 7:35(7:14) |               | Chichibunomiya Rugby Stadium, Tokio Widzów: 3 100 |

| 24 stycznia 200414:00 | Sanyo Wild Knights | 15:45(8:31) | Ricoh Black Rams | Chichibunomiya Rugby Stadium, Tokio Widzów: 4 000 |
| 24 stycznia 200414:00 |                    | 15:45(8:31) |                  | Chichibunomiya Rugby Stadium, Tokio Widzów: 4 000 |

| 25 stycznia 200412:00 | World Fighting Bull | 36:10(19:3) | Secom Rugguts | Wing Stadium, Kobe Widzów: 12 000 |
| 25 stycznia 200412:00 |                     | 36:10(19:3) |               | Wing Stadium, Kobe Widzów: 12 000 |

| 25 stycznia 200413:00 | Fukuoka Sanikkusubomuzu | 42:45(21:28) | Kintetsu Liners | Ōita Sports Park, Ōita Widzów: 3 100 |
| 25 stycznia 200413:00 |                         | 42:45(21:28) |                 | Ōita Sports Park, Ōita Widzów: 3 100 |

| 25 stycznia 200414:04 | Suntory Sungoliath | 10:50(10:12) | Toshiba Brave Lupus | Chichibunomiya Rugby Stadium, Tokio Widzów: 12 500 |
| 25 stycznia 200414:04 |                    | 10:50(10:12) |                     | Chichibunomiya Rugby Stadium, Tokio Widzów: 12 500 |

| 25 stycznia 200414:00 | Kobelco Steelers | 31:21(21:7) | NEC Green Rockets | Wing Stadium, Kobe Widzów: 14 000 |
| 25 stycznia 200414:00 |                  | 31:21(21:7) |                   | Wing Stadium, Kobe Widzów: 14 000 |

## Microsoft Cup
|  |                     |                     |                     |                     |    |                    |                    |          |  |  |       |       |       |
|  | Ćwierćfinał         | Ćwierćfinał         | Ćwierćfinał         |                     |    | Półfinał           | Półfinał           | Półfinał |  |  | Finał | Finał | Finał |
|  | Ćwierćfinał         | Ćwierćfinał         | Ćwierćfinał         |                     |    | Półfinał           | Półfinał           | Półfinał |  |  | Finał | Finał | Finał |
|  | 08 lutego 2004      |                     |                     |                     |    |                    |                    |          |  |  |       |       |       |
|  |                     |                     |                     |                     |    |                    |                    |          |  |  |       |       |       |
|  | Kobelco Steelers    | Kobelco Steelers    | 35                  |                     |    |                    |                    |          |  |  |       |       |       |
|  | Kobelco Steelers    | Kobelco Steelers    | 35                  | 15 lutego 2004      |    |                    |                    |          |  |  |       |       |       |
|  | World Fighting Bull | World Fighting Bull | 27                  |                     |    |                    |                    |          |  |  |       |       |       |
|  | World Fighting Bull | World Fighting Bull | 27                  |                     |    | Kobelco Steelers   | Kobelco Steelers   | 10       |  |  |       |       |       |
|  | 08 lutego 2004      |                     |                     |                     |    | Kobelco Steelers   | Kobelco Steelers   | 10       |  |  |       |       |       |
|  |                     |                     | NEC Green Rockets   | NEC Green Rockets   | 34 |                    |                    |          |  |  |       |       |       |
|  | NEC Green Rockets   | NEC Green Rockets   | NEC Green Rockets   | NEC Green Rockets   | 34 | 32                 |                    |          |  |  |       |       |       |
|  | NEC Green Rockets   | NEC Green Rockets   |                     |                     |    | 32                 | 22 lutego 2004     |          |  |  |       |       |       |
|  | Suntory Sungoliath  | Suntory Sungoliath  | 5                   |                     |    |                    |                    |          |  |  |       |       |       |
|  | Suntory Sungoliath  | Suntory Sungoliath  | 5                   |                     |    | NEC Green Rockets  | NEC Green Rockets  | 24       |  |  |       |       |       |
|  | 08 lutego 2004      |                     |                     |                     |    | NEC Green Rockets  | NEC Green Rockets  | 24       |  |  |       |       |       |
|  |                     |                     | Toshiba Brave Lupus | Toshiba Brave Lupus | 19 |                    |                    |          |  |  |       |       |       |
|  | Kubota Spears       | Kubota Spears       | Toshiba Brave Lupus | Toshiba Brave Lupus | 19 | 32                 |                    |          |  |  |       |       |       |
|  | Kubota Spears       | Kubota Spears       | 15 lutego 2004      |                     |    | 32                 |                    |          |  |  |       |       |       |
|  | Sanyo Wild Knights  | Sanyo Wild Knights  | 39                  |                     |    |                    |                    |          |  |  |       |       |       |
|  | Sanyo Wild Knights  | Sanyo Wild Knights  | 39                  |                     |    | Sanyo Wild Knights | Sanyo Wild Knights | 34       |  |  |       |       |       |
|  | 08 lutego 2004      |                     |                     |                     |    | Sanyo Wild Knights | Sanyo Wild Knights | 34       |  |  |       |       |       |
|  |                     |                     | Toshiba Brave Lupus | Toshiba Brave Lupus | 36 |                    |                    |          |  |  |       |       |       |
|  | Yamaha Júbilo       | Yamaha Júbilo       | Toshiba Brave Lupus | Toshiba Brave Lupus | 36 | 10                 |                    |          |  |  |       |       |       |
|  | Yamaha Júbilo       | Yamaha Júbilo       |                     |                     |    |                    |                    |          |  |  |       |       |       |
|  | Toshiba Brave Lupus | Toshiba Brave Lupus | 39                  |                     |    |                    |                    |          |  |  |       |       |       |
|  | Toshiba Brave Lupus | Toshiba Brave Lupus | 39                  |                     |    |                    |                    |          |  |  |       |       |       |

| 8 lutego 200414:00 | Kobelco Steelers | 35:27(14:17) | World Fighting Bull | Kintetsu Hanazono Rugby Stadium, Higashiōsaka Widzów: 9 000 |
| 8 lutego 200414:00 |                  | 35:27(14:17) |                     | Kintetsu Hanazono Rugby Stadium, Higashiōsaka Widzów: 9 000 |

| 8 lutego 200412:03 | NEC Green Rockets | 32:5(8:0) | Suntory Sungoliath | Chichibunomiya Rugby Stadium, Tokio Widzów: 9 700 |
| 8 lutego 200412:03 |                   | 32:5(8:0) |                    | Chichibunomiya Rugby Stadium, Tokio Widzów: 9 700 |

| 8 lutego 200412:00 | Kubota Spears | 32:39(25:15) | Sanyo Wild Knights | Kintetsu Hanazono Rugby Stadium, Higashiōsaka Widzów: 7 000 |
| 8 lutego 200412:00 |               | 32:39(25:15) |                    | Kintetsu Hanazono Rugby Stadium, Higashiōsaka Widzów: 7 000 |

| 8 lutego 200414:04 | Yamaha Júbilo | 10:39(10:5) | Toshiba Brave Lupus | Chichibunomiya Rugby Stadium, Tokio Widzów: 11 000 |
| 8 lutego 200414:04 |               | 10:39(10:5) |                     | Chichibunomiya Rugby Stadium, Tokio Widzów: 11 000 |

| 15 lutego 200414:00 | Kobelco Steelers | 10:34(3:15) | NEC Green Rockets | Kintetsu Hanazono Rugby Stadium, Higashiōsaka Widzów: 12 000 |
| 15 lutego 200414:00 |                  | 10:34(3:15) |                   | Kintetsu Hanazono Rugby Stadium, Higashiōsaka Widzów: 12 000 |

| 15 lutego 200414:03 | Sanyo Wild Knights | 34:36(17:19) | Toshiba Brave Lupus | Chichibunomiya Rugby Stadium, Tokio Widzów: 6 500 |
| 15 lutego 200414:03 |                    | 34:36(17:19) |                     | Chichibunomiya Rugby Stadium, Tokio Widzów: 6 500 |

| 22 lutego 200414:05 | NEC Green Rockets | 24:19(24:5) | Toshiba Brave Lupus | Stadion Olimpijski, Tokio Widzów: 25 000 |
| 22 lutego 200414:05 |                   | 24:19(24:5) |                     | Stadion Olimpijski, Tokio Widzów: 25 000 |

## Wyróżnienia indywidualne

### Najlepsza piętnastka sezonu
| Poz. |  | Zawodnik          |
| ---- |  | ----------------- |
| F    |  | Hiroshi Takahashi |
| M    |  | Hiroki Matsuo     |
| F    |  | Shuji Shimizu     |
| Wsp  |  | Jamie Washington  |
| Wsp  |  | Royce Willis      |
| R    |  | Naoya Okubo       |
| R    |  | Glen Marsh        |
| WM   |  | Takeomi Ito       |

| Poz. |  | Zawodnik         |
| ---- |  | ---------------- |
| ŁM   |  | Wataru Ikeda     |
| ŁA   |  | Tomomoto Imamura |
| S    |  | Vilimoni Delasau |
| Ś    |  | Yukio Motoki     |
| Ś    |  | Alama Ieremia    |
| S    |  | Daisuke Ohata    |
| O    |  | Hirotoki Onozawa |

### Najlepiej punktujący
| Punkty | Nazwisko          | Drużyna             | Przyłożenia | Podwyższenia | Karne | Dropgole |
| ------ | ----------------- | ------------------- | ----------- | ------------ | ----- | -------- |
| 147    | Daisuke Hihara    | Toshiba Brave Lupus | 7           | 50           | 4     | 0        |
| 129    | Tomomoto Imamura  | Kobelco Steelers    | 6           | 42           | 5     | 0        |
| 127    | Koji Fukuoka      | World Fighting Bull | 2           | 33           | 17    | 0        |
| 118    | Wataru Ikeda      | Sanyo Wild Knights  | 2           | 30           | 16    | 0        |
| 114    | Takanobu Horikawa | Yamaha Júbilo       | 2           | 34           | 12    | 0        |

| Poz. | Nazwisko          | Drużyna             | Przyłożenia |
| ---- | ----------------- | ------------------- | ----------- |
| 1    | Glen Marsh        | NEC Green Rockets   | 11          |
| 2    | Vilimoni Delasau  | Yamaha Júbilo       | 10          |
| =    | Goshi Tachikawa   | Toshiba Brave Lupus | 10          |
| =    | Takashi Yoshida   | Suntory Sungoliath  | 10          |
| 5    | pięciu zawodników |                     | 9           |

### Pozostałe nagrody
- MVP ligi – Yukio Motoki
- MVP Microsoft Cup – Takuro Miuchi
- nowicjusz ligi – Kanto Shin
- nagroda fanów – Daisuke Ohata